# トンガ時間
トンガ時間（トンガじかん、Tonga Time - TOT）は、トンガ王国で使用されている協定世界時 (UTC) を13時間進ませた標準時である(UTC+13)。夏時間は実施されていないが、過去には1999年から2002年までの間と、2016年11月から2017年1月までの間UTC+14が夏時間として使用されていた。UTC+14は地球上で最も早い時間帯であるため、夏時間が使用されていた間はトンガは世界で最も早く日付が変わる地域のひとつとなっていた。UTC+14は現在はキリバスのライン諸島で通年、サモアでは夏時間として使用されている。トンガは現在トケラウとキリバスのフェニックス諸島と一年中時間帯を共有し、またフィジーとニュージーランドの夏時間、サモアの標準時と同じ時間帯となる。トンガは国際日付変更線 (IDL)の西側に位置し、IDLはトンガとその周辺よりも東を通過するために180度経線を東にずれて西経165度線を通っている。

## IANA time zone database
IANA time zone databaseのzone.tabには、トンガの標準時が1つ含まれている。
| 国コード | 座標        | TZ                | 注釈 | 協定世界時との差 | 夏時間 | 備考 |
| -------- | ----------- | ----------------- | ---- | ---------------- | ------ | ---- |
| TO       | −1740+16825 | Pacific/Tongatapu |      | +13:00           | +13:00 |      |